# 福田甲子雄
福田 甲子雄（ふくだ きねお、1927年8月25日 - 2005年4月25日）は、日本の俳人。

## 経歴
山梨県中巨摩郡飯野村（現・南アルプス市飯野）に生まれる。1947年より、飯田蛇笏選「春夏秋冬」に投句をはじめ、「雲母」に入会、蛇笏に師事。1960年より飯田龍太選に投句し龍太に師事、1963年より終刊まで「雲母」編集同人。1969年、第5回山盧賞を受賞、2002年、第25回野口賞を受賞。
1971年6月、第一句集『藁火』を出版。その後、数々の句集や評論集などを出版。1992年、「雲母」終刊。その後は、盟友・廣瀬直人の主宰誌「白露」の同人として活躍。作品は、重厚な風土性と格調の高さが特徴であると評される。
2004年、句集『草虱』にて第38回蛇笏賞を受賞。同年、胃癌の手術を受け自宅療養に入るが、2005年、再入院。
同年4月25日、心不全により南アルプス市内の病院で死去。享年78。

## 親族
- 福田修二（元太平洋セメント社長、元セメント協会会長）は長男[3]。

## 著作

### 句集
- 『藁火』（1971）
- 『青蝉』（1974）
- 『白根山麓』（1982）

同文庫版（邑書林〈邑書林俳句文庫〉、1998）
- 『山の風』（1987）
- 『盆地の灯』（1992）
- 『福田甲子雄句集』（1994）
- 『草虱』（2003）
- 『師の掌』（2005）
- 『福田甲子雄全句集』（2018）

### 評論集など
- 評論集『人と作品・飯田蛇笏』角川源義と共著（1973）
- 評論集『飯田龍太』（1985）
- 俳句鑑賞『龍太俳句365日』（1991）
- 入門書『入門講座 肌を通して覚える俳句（1999）
- 俳句鑑賞『忘れられない名句』（2004）